# Silver Bullet (ECHOESのアルバム)
『Silver Bullet』（シルバーバレット）は、1991年5月2日に発売されたECHOESのベスト・アルバム。

## 概要
1991年5月26日に解散するECHOES2枚目のベスト・アルバムであり、「エコーズの遺産は、聞いたものが相続する。」とのキャッチコピーが付けられたメモリアル・アルバムである。歌詞カードには、デビューに関わった高久光雄と須藤晃の文章が記載されている。

## 収録曲
- 全曲 作詞 作曲：辻仁成

1. シルビア
新曲
2. デラシネ
「Dear Friend」に収録。
3. Red Sun
「Goodbye gentle land」に収録。
4. アンカーマン
「Dear Friend」に収録。
5. 友情
「HURTS」に収録。
6. Bad Morning
「WELCOME TO THE LOST CHILD CLUB」に収録。
7. ロックン・ロールは歩く鏡である
未発表曲
8. ONEWAY RADIO
「No Kidding」に収録。
9. 愛はゆずれない
「No Kidding」に収録。
10. Tug of Street
「HURTS」に収録。
11. Bad Boy（Live in Tokyo）
「No Kidding」に収録。
12. 東京
「EGGS」に収録。

## Additional Musicians
| シルビア - Kiyomi Honda：ギター - Ryuichiro Yokota：シンセサイザー - Asuka Kaneko：胡弓 - Sheauake：バッキングボーカル デラシネ - Ryuichiro Yokota：シンセサイザー Red Sun - Ryuichiro Yokota：シンセサイザー アンカーマン - Ryuichiro Yokota：シンセサイザー - Azumi Takeda & Haruko Yano：バイオリン - Kaori Kurimaru:ビオラ - Mayumi Yoshihama：チェロ 友情 - Ryuichiro Yokota：シンセサイザー Bad Morning - Akira Inoue：シンセサイザー | ロックン・ロールは歩く鏡である - Kiyomi Honda：ギター - Ryuichiro Yokota：シンセサイザー ONEWAY RADIO - Osamu Sakai：ギター - Ryuichiro Yokota：シンセサイザー 愛はゆずれない - Junidchi Kanezaki：トランペット - Takaaki Hayakawa:トロンボーン - Shigeo Fuchino：サクソフォン Tug of Street - Ryuichiro Yokota：シンセサイザー Bad Boy（Live in Tokyo） - Kiyomi Honda：ギター - Ryuichiro Yokota：シンセサイザー - Takuo Yamamoto：バッキングボーカル 東京 - Kiyomi Honda：ギター & フラットマンドリン - Joe Strings：ストリングス - Hajime Takeda：ストリングスアレンジメント |